# Gabriel Audisio (écrivain)
Cet article concerne l'écrivain. Pour l'historien, voir Gabriel Audisio (historien).
Pour les articles homonymes, voir Audisio.
 (mai 2016).
Si vous disposez d'ouvrages ou d'articles de référence ou si vous connaissez des sites web de qualité traitant du thème abordé ici, merci de compléter l'article en donnant les références utiles à sa vérifiabilité et en les liant à la section « Notes et références ».
Gabriel Audisio, né le 27 juillet 1900 à Marseille et mort le 26 janvier 1978 à Issy-les-Moulineaux, est un écrivain et poète français.

## Biographie
Gabriel Audisio naît le 27 juillet 1900 à Marseille, dans une famille d’artistes liés au monde du théâtre. Il passe les dix premières années de son enfance dans la ville phocéenne et puis sa famille réside à Alger, où son père, Victor Audisio, est directeur de l'opéra. Le jeune Audisio fréquente l’école française mais étudie en même temps les lettres, le droit, l’histoire et la civilisation musulmanes. En 1916, son père prend la direction de l'Opéra de Marseille, ville où la famille s'installe à nouveau. Il continue ses études à Paris ; il a comme professeur Jules Romains, qui deviendra par la suite un ami, et dont les théories l’influenceront. En 1917, Gabriel Audisio rencontre Louis Brauquier au lycée Thiers, puis Francis Ponge à Strasbourg. Il est engagé volontaire durant la Première Guerre mondiale et est démobilisé en 1919. Il passe alors le concours de rédacteur de préfecture et est nommé à Constantine. De 1921 à 1922, il est rédacteur au Gouvernement général de l'Algérie. En 1927, il rencontre Max-Pol Fouchet, Jean Hytier, Henri Bosco et Jean Ballard, directeur des Cahiers du Sud auxquels il collabore pendant des années. En 1930, il devient délégué de l’Office algérien d’action économique et touristique. En 1936, il voyage en Tunisie et publie son essai Sel de la mer. Il rencontre Jean Prévost, Albert Camus et Jean Grenier.
En 1943, il est incarcéré à Fresnes pour faits de résistance, il témoigne de son expérience dans un article publié par le Figaro littéraire en 1944).
En 1958, il est nommé conseiller culturel auprès du Secrétariat d'État chargé des Affaires culturelles algériennes. Il prend sa retraite en 1966. Il meurt à Issy-les-Moulineaux le 25 janvier 1978. Son dernier recueil de poèmes, De ma nature est publié à titre posthume en 1978.
L'œuvre abondante de Gabriel Audisio est celle d'un écrivain méditerranéen qui affirme sa foi dans l'espèce humaine et dans le monde méditerranéen. Héros sans dieu, l'homme de Gabriel Audisio est un lointain héritier d'Ulysse et des Grecs que gouvernent avant tout l'intelligence et la raison. On peut dire de Gabriel Audisio que les héros de ses romans, le contenu de ses essais témoignent de sa pensée et de son idéal. L'homme qu'est Gabriel Audisio s'est voulu un rassembleur de toutes les cultures et de toutes les nationalités du bassin méditerranéen. Par-delà les différences et les divergences existant depuis des siècles, il a souhaité voir s'unir ce qu'il appelait l'Orient et l'Occident, mais c'était avant tout dans ce qui était l'Afrique du Nord qu'il a entretenu ce projet d'unité. La force de l'Algérie, de la Tunisie et du Maroc résidait, selon Gabriel Audisio, dans la diversité des cultures, des religions, les va-et-vient successifs de peuplements que ces pays avaient connus depuis toujours. Pareil thème trouvera sa place dans les romans, les essais, et à un degré moindre, dans sa poésie. Avec Gabriel Audisio, c'est une des figures les plus représentatives de la littérature méditerranéenne qui s'est imposée durant un demi-siècle.
De 1924 à 1976, Gabriel Audisio entretient une correspondance hebdomadaire avec son ami Louis Brauquier dont il se chargera de publier l'ouvrage posthume Hivernage.
En 1963, Marcel Damboise réalise le buste de son ami Gabriel Audisio qu'il avait probablement rencontré vers 1950 à Alger : des plâtres sont connus, il existe également en terre cuite et une épreuve en bronze a été réalisée (achetée par l'État, musée Despiau-Wlérick de Mont-de-Marsan).

## Œuvres

### Romans
- Trois hommes et un minaret, Paris, Rieder, « Prosateurs français contemporains », 1926, rééd. Paris, L'Harmattan, « Autrement mêmes », 2009,  (ISBN 978-2-296-10713-7), présentation de Maria Chiara Gnocchi, avec un chapitre inédit
- Héliotrope, Gallimard, 1928
- Les Compagnons de l'Ergador, Gallimard, 1941
- Le Colombier de Puyvert, Gallimard, 1953
- Contretemps, Del Duca, 1963

### Essais
- Jeunesse de la Méditerranée, Gallimard, 1935
- Sel de la mer, Gallimard, 1936
- Amour d'Alger, Charlot, 1938
- La Leçon d'Abrard ou  le Français désincarné, Charlot, 1940
- Ulysse ou l'intelligence, Gallimard, 1946
- Misères de notre poésie, Seghers, 1943
- Feuilles de Fresnes, Minuit, 1945
- Algérie, Méditerranée. Feux vivants, Rougerie, 1957
- Louis Brauquier, Seghers, 1966

### Récits
- Les Augures, Gallimard, 1932
- À n'y pas croire, Del Duca, 1966
- L’Opéra fabuleux, préface de Jules Roy, Julliard, 1970

### Histoire
- La Vie de Haroun-Al-Raschid, NRF Gallimard, collection "Vies des Hommes illustres - n°57", 1930
- Hannibal, Berger-Levrault, 1961

### Poésie
- Hommes au soleil, éditions du Mouton Blanc, 1923
- Ici-Bas, Alger, Imprimerie Basset, 1927
- Antée, Cahiers du Sud, 1932
- La Cage ouverte, Charlot, 1938
- Blessures, Fontaine, 1940
- Poèmes du lustre noir, Robert Laffont, 1944
- Rapsodie de l'amour terrestre, Rougerie, 1949
- Danger de vie, Rougerie, 1953
- Le Zodiaque fabuleux, Rougerie, 1957
- Fables, Belfond, 1966
- Racine de tout, Rougerie, 1975
- De ma nature, Rougerie, 1977

### Théâtre
- Incarnada, ou la Victoire des morts, tragédie en 4 actes, Lausanne, Rencontre, 1951
- La Clémence du Pacha, texte inédit, 1953

## Distinctions
- 1945 : Prix Alfred-Née de l’Académie française
- 1953 : Grand prix de littérature de la SGDL
- 1961 : Prix Broquette-Gonin de l’Académie française
- 1975 : Grand prix de poésie de l'Académie française

## Pour approfondir